# Network Control Protocol
Pour les articles homonymes, voir NCP.
En informatique, Network Control Protocol (NCP) est un protocole réseau intégré à PPP pour négocier les options concernant la couche 3 du réseau : le plus souvent IP (et, plus rarement IPX de Novell NetWare, ou AppleTalk).
NCP est décrit dans le même RFC que PPP : le RFC 1661.